# روبرت كامبل (لاعب كرلنغ)
روبرت كامبل هو لاعب كرلنغ كندي، ولد في 24 يونيو 1966 في تشارلوت تاون في كندا.

## وصلات خارجية
- روبرت كامبل على موقع الاتحاد الدولي للكرلنغ (الإنجليزية)